# Gyrus cinguli
De gyrus cinguli of gordelwinding maakt deel uit van het limbische systeem van de hersenen. Hij loopt om de hersenbalk heen en bestaat uit twee delen, de gyrus cinguli anterior of voorste gordelwinding en de gyrus cinguli posterior of achterste gordelwinding. Door de gyrus cinguli loopt een bundel van witte vezels heen, namelijk het cingulum.
De gyrus cinguli wordt van de bovengelegen hersengebieden gescheiden door de sulcus cinguli en van de hersenbalk door de sulcus corporis callosi. Aan de achterkant loopt de gyrus cinguli gekromd om het splenium corporis callosi heen richting de gyrus parahippocampalis. Dit gedeelte van de gordelwinding is wat smaller en wordt daarom ook isthmus gyri cinguli (Grieks: ἰσθμός, isthmos = landengte) genoemd.

## Schorsvelden
Het schorsgebied van de gyrus cinguli anterior is onderverdeeld door de Duitse neuroanatoom Korbinian Brodmann in twee afzonderlijke schorsvelden, namelijk area 32 (area cingularis anterior dorsalis) en area 24 (area cingularis anterior ventralis). Beide velden gezamenlijk zijn ook bekend onder de naam cortex cingularis anterior. Het schorsgebied van de gyrus cinguli posterior werd door hem onderverdeeld in area 23 (area cingularis posterior ventralis) en area 31 (area cingularis posterior dorsalis). Deze velden zijn gezamenlijk bekend onder de naam cortex cingularis posterior.

## Verbindingen
Deze schorsgebieden van de gyrus cinguli ontvangen signalen van andere gebieden in de hersenen zoals de voorste thalamuskernen (nuclei anteriores thalami).